# Église Saint-Grégoire-le-Grand de Charnay-lès-Chalon
L'église Saint-Grégoire-le-Grand de Charnay-lès-Chalon est une église située sur le territoire de la commune de Charnay-lès-Chalon, dans le département français de Saône-et-Loire et la région Bourgogne-Franche-Comté.

## Historique
L'église dépendait, avant la Révolution française, du diocèse de Besançon, et c'est vraisemblablement à cette appartenance qu'on doit son beau clocher couvert de tuiles vernissées, en forme de bulbe, appelé « clocher à l'impériale » ou « clocher comtois ». 
L'édifice, très ancien, a subi de nombreux avatars et transformations, en particulier après la guerre de Trente Ans, en raison de l'incendie provoqué en août 1636 par les troupes croates de l'armée du général Gallas. 
La nef, reconstruite en 1847 et comportant deux bas-côtés, est couverte d'une fausse voûte en berceau. 
Le chœur est daté de 1468 : une pierre de la façade rappelle en effet que Pierre Vérot, curé de Charnay a fait faire le « chanceaul » (chœur) à cette date.

## Architecture

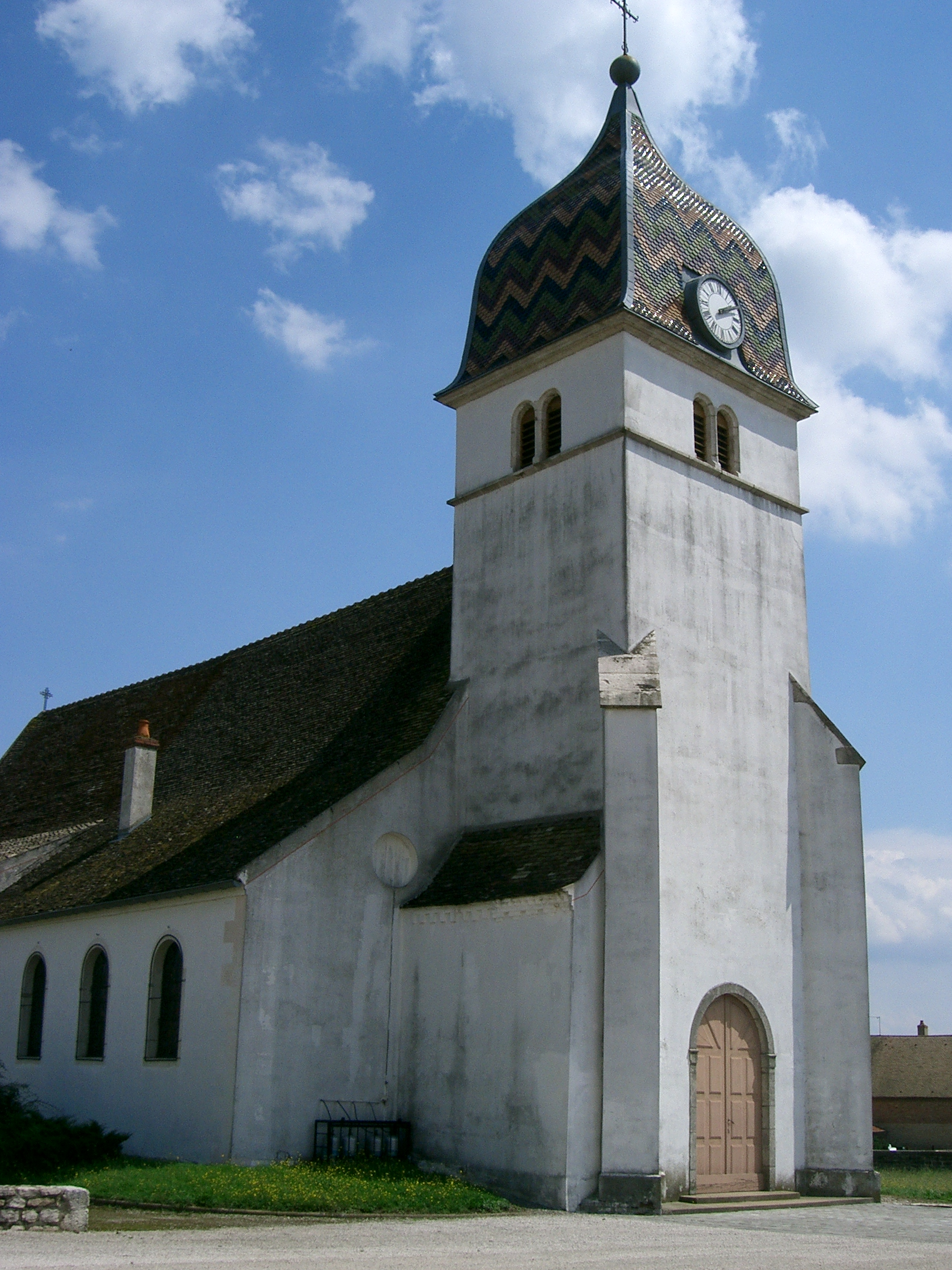
Le clocher comtois de l'église paroissiale Saint-Grégoire-le-Grand.

Le chœur, voûté d'ogives retombant sur des culots ornés d'écus lisses (non armoriés), communique avec les deux chapelles latérales par deux grandes ouvertures et avec la sacristie par une porte probablement ouverte après la construction du chœur. 
Ce chœur se termine par un chevet plat fermé par une baie axiale à deux lancettes qui renferment deux vitraux modernes, l'un représentant le Christ, l'autre saint Grégoire.

## Mobilier
Dans la chapelle latérale droite, un tableau peint en 1690 par C.A. Aillet (artiste originaire de Dole) représente saint Grégoire écrivant sous l'inspiration du Saint-Esprit représenté par une colombe.

## Culte
Édifice consacré du diocèse d'Autun relevant de la paroisse Saint-Jean-Baptiste-des-Trois-Rivières (siège à Verdun-sur-le-Doubs) – qui en est affectataire au titre de la loi de 1905 –, l'église de Charnay-lès-Chalon est un lieu de culte catholique.